# Жералду Безстрашний
Же́ралду Безстра́шний (порт. Geraldo sem Pavor; ? — 1173) — португальський лицар, найманець, народний герой. Учасник Реконкісти. Походив з дрібної шляхти Португальського графства. Син лицаря Жералду. Від 1162 року очолював приватне військо, з яким воював проти Альмохадів. Відзначився у боях на території Алентежу і Ештремадури, в нижній течії Гвадіани. Часто вдавався до партизанської тактики і нічних атак. Захопив Евору (1165), приєднавши місто до Португалії. Від 1166 року здійснював часті напади на округу Бадахоса з Журоменського замку, що був його резиденцією. Взяв участь у невдалій Бадахоській битві (1169), після якої втратив здобутки на півдні. За повідомленнями арабського хроніста XIV ст. служив Альмохадам у 1171—1172 роках, підкорив регіон Сус в Марокко. Через намагання передати підкорені землі португальському королю, арештований мусульманами і страчений у Сеуті. Зображений на Еворському гербі. Оспіваний у національній епопеї «Лузіади» Луїша Камоенша. Також — Жера́лду Жера́лдеш (порт. Geraldo Geraldes, Жералду Жералдович), Гера́льд (лат. Geraldus), Жіралду (порт. Giraldo), «порутальський Ель Сід».

## У культурі
- Жералду зображений на гербі Евори.
- Луїш Камоенш присвятив Жералду декілька рядків у «Лузіадах», описавши взяття ним Евори:

| Португальський оригінал |  | Український переклад. |
| --- |  | --- |
| 21 "Olha aquele que desce pela lança? Com as duas cabeças dos vigias, Onde a cilada esconde, com que alcança A cidade por manhas e ousadias. Ela por armas toma a semelhança Do cavaleiro, que as cabeças frias Na mão levava (feito nunca feito!) Giraldo Sem-pavor é o forte peito. |  | 21 Он з мурів опускається по спису,– Обезголовив двох він вартових, Що в засідці ховались; вдарив зблизу – Здобути місто мужньо й хитро зміг; Здіймає вірну зброю – крицю сизу – І голови схололі (глянь на них!) Несе в руці (пройшов уже півшляху!) Жіралду – лицар без докору й страху. |

## У геральдиці

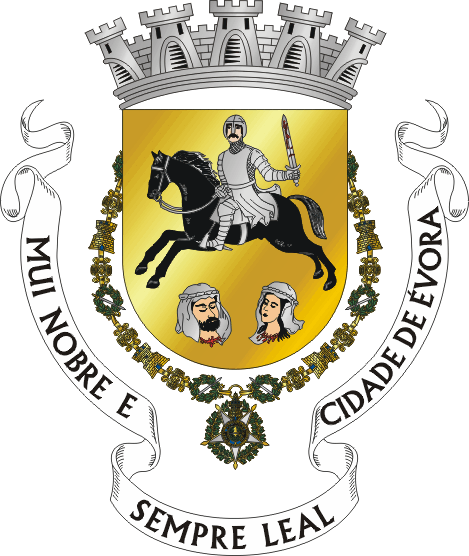
Герб Евори
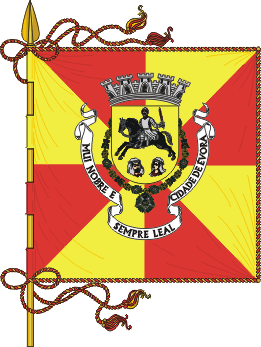
Прапор Евори
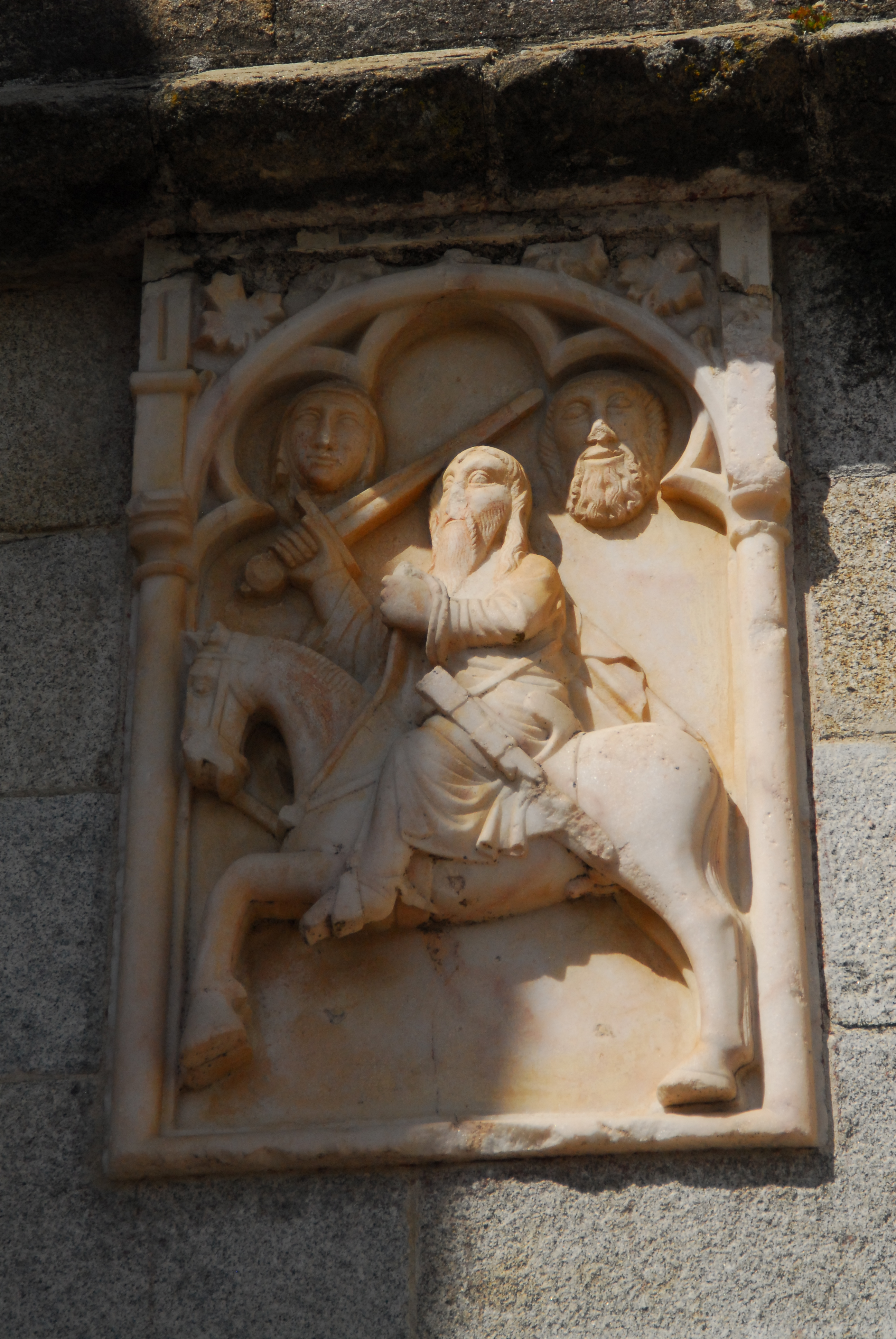
Герб (XVI ст.)
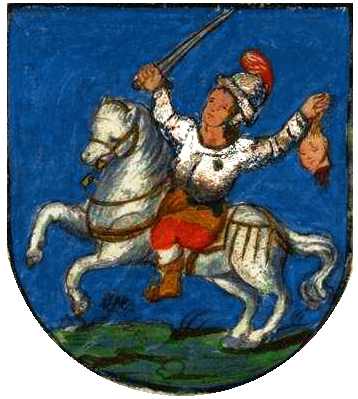
Thesouro de Nobreza